# Mayorazgo de Uluapa
El mayorazgo de Uluapa fue formado por los descendientes de los conquistadores Francisco Franco y Juan de Limpias Carvajal a principios del siglo XVI y sirvió de base para la obtención de los títulos nobiliarios de Vizconde de Estrada y el de Marqués de Uluapa a principios del siglo XVIII. La familia lo mantuvo hasta la desaparición de esta institución en el siglo XIX. Los poseedores del mayorazgo y el marquesado ocuparon importantes puestos militares y administrativos en la Nueva España, incluso el último marqués formó parte de la corte de Agustín de Iturbide.

## Fundación
El Mayorazgo de Uluapa se fundó legalmente el 3 de enero de 1613 por Fray Gabriel de Carvajal y Juan de Limpias Carvajal, por orden testamentaria de Dionisia de Carvajal con los bienes de Alonso de Estrada, su difunto esposo y el presbítero Melchor de Valdés, hermano de Alonso.
Melchor de Valdés, con la ayuda de su hermano Alonso, fue formando la hacienda de Uluapa (cuando menos desde 1575); adquirió la hacienda San Cristóbal, alrededor de 1593, y el 17 de febrero de 1612, al momento de redactar su testamento (poco antes de morir), compró al presbítero Juan de Silva Gavilán la hacienda Cacahuatepec. Estas tres haciendas fueron básicamente los bienes con los que se fundó el mayorazgo.
Melchor de Valdés, según su testamento, acordó con Dionisia de Carvajal, su cuñada y viuda de Alonso, que con sus bienes y los de su hermano se formara un mayorazgo. El heredero designado fue Melchor de Valdés y Carvajal, hijo de Alonso y Dionisia.

## Primer poseedor y venta
Melchor de Valdés Carvajal fue el primer poseedor del mayorazgo, aunque por ser menor de edad, entre 1613 y 1616, tuvo tutores. 
En diciembre de 1616 toma posesión de los bienes del mayorazago. Al contrario de los deseos de sus ancestros, el mayorazgo dura escasos tres años en sus manos. En 1619 vende los bienes vinculados al regidor Alonso Galván, las razones para ello son las grandes deudas. 
Melchor murió a los pocos años, sin descendencia.

## Pleito por los bienes vinculados
En 1627, Isabel de Alcázar y Carvajal inició el reclamo legal pidiendo la anulación de la venta hecha a Alonso Galván y la adjudicación del mayorazgo para su hijo Diego de Estrada. Los bienes de mayorazgos por disposición legal no se podían vender.
Diego fue hijo de Isabel y de Francisco de Estrada Valdés, hijo natural de Alonso de Estrada. Isabel alegó que al morir Melchor sin descendencia, el mayorazgo debió recaer en su marido Francisco (murió en 1623) y, por su fallecimiento, en su hijo Diego. En 1630 la Real Audiencia de México le dio la razón, declaró nula la venta y ordenó la restitución del mayorazgo a la familia Estrada. El Regidor Alonso Galván no quedó conforme y la Real Audiencia emitió resolución de revista en 1635, confirmando la sentencia de 1630. 

## 1648 - 1708
Diego de Estrada tomó posesión de los bienes vinculados en mayorazgo en 1648. Alonso Galván, hijo del regidor del mismo nombre, presentó contradicción de dicha posesión. Aun con ello, la posesión se concretó pero los pleitos legales continuaron en las siguientes décadas. Diego murió en 1668, quedando a cargo de la continuación del pleito su esposa Luisa de Chávez Galindo. A su muerte los hijos de Diego eran menores, por lo que Luisa fungió como tutora y curadora de sus hijos hasta la década de 1680. 
Ángel Francisco de Estrada, el hijo mayor de Diego y Luisa, fue el que poseyó el mayorazgo hasta su muerte en 1708. Los pleitos legales con la familia Galván, ya estaban resueltos al momento de su muerte.

## Pleito de tres vías (1708-1726)
Al morir Ángel Francisco sin hijos de matrimonio, sólo hijas naturales, el mayorazgo entró en una nueva disputa. Los participantes de esta nueva batalla legal fueron:
- Diego de Estrada y Galindo, hermano de Ángel Francisco y Canónigo de la Catedral de Guadalajara.
- María Luisa de Acevedo y Estrada, hija de la hermana mayor de Ángel Francisco y Diego.
- María Teresa y Luisa Francisca, hijas naturales de Ángel Francisco y Bernarda de Avendaño, a quienes en su testamento, Ángel Francisco, había nombrado herederas universales, y por lo tanto del mayorazgo.

La Real Audiencia, el 13 de enero de 1711, resolvió darle la posesión del mayorazgo al canónigo Diego de Estrada. El 26 de mayo de 1710, a Diego se le concede el título de Marqués de Uluapa y Vizconde de Estrada. 
Las hijas de Ángel Francisco quedaron inconformes con la sentencia y acudieron al Consejo de Indias en España. En 1735, aún seguía pendiente de resolución.
En 1726, murió el canónigo Diego de Estrada, que para este entonces también era Deán. En su testamento nombró a María Luisa como heredera del mayorazgo y de los títulos nobiliarios.

## Posesión estabilizada
María Luisa toma posesión del Mayorazgo en 1727. Las haciendas las renta a su cuñado Francisco de Cosío y Guerra. En 1733, María Luisa traspasa el mayorazgo a su hijo Alejando José de Acevedo Cosío y Guerra (1711-1776), tercer marqués y sexto poseedor del mayorazgo, quien lo tiene en sus manos por poco más de 50 años, hasta su muerte. 
El cuarto marqués y séptimo poseedor del mayorazgo fue Alejando Manuel de Acevedo Cosío y Alvarado (1736-1796). Entre 1737 y 1790, fue adquirida la hacienda vecina de Buenavista y se integra en los hechos a la hacienda de Uluapa, pero legalmente no forma parte del Mayorazgo. A su muerte, el mayorazgo recae en manos de su hijo Manuel de Acevedo Cosío, Lugo Alvarado y Berrio (1763-1810). Él fue realmente el último marqués que usufructo el título y administró el mayorazgo.